# Tour Soy Humana
Tour #SoyHumana fue una gira de conciertos de la cantante Chenoa, enmarcado dentro de la promoción de su último disco en el mercado,  Soy Humana (publicado en abril de 2016).

## Fechas
| Fecha                    | Ciudad                  | País   | Lugar                                     |
| ------------------------ | ----------------------- | ------ | ----------------------------------------- |
| 14 de mayo de 2016       | Málaga                  | España | Plaza de la Constitución                  |
| 21 de mayo de 2016       | Alfafar                 | España | Centro Comercial y de Ocio MN4            |
| 25 de mayo de 2016       | Colmenar Viejo          | España | Estudio Uno                               |
| 28 de mayo de 2016       | Cornellá de Llobregat   | España | Plaza de Cataluña                         |
| 31 de mayo de 2016       | Pozuelo de Alarcón      | España | Casa de la Radio                          |
| 3 de junio de 2016       | Torremolinos            | España | Plaza de la Nogalera                      |
| 6 de junio de 2016       | Estartit                | España | Sala Ginger Music Space                   |
| 7 de junio de 2016       | Tarragona               | España | Sala Highland                             |
| 8 de junio de 2016       | Lérida                  | España | Sala Cotton                               |
| 10 de junio de 2016      | Torrelodones            | España | Casino Gran Madrid                        |
| 14 de junio de 2016      | Ciudad de México        | México | Sala Bataclan                             |
| 25 de junio de 2016      | Maliaño                 | España | Escenario Aparcamiento de Cros            |
| 1 de julio de 2016       | Madrid                  | España | Escenario Puerta de Alcalá                |
| 17 de julio de 2016      | Marbella                | España | Hotel Gran Meliá Don Pepe                 |
| 22 de julio de 2016      | Alcira                  | España | Recinto ferial de Alcira                  |
| 26 de agosto de 2016     | Las Torres de Cotillas  | España | Auditorio municipal Juan Baño             |
| 3 de septiembre de 2016  | Trapagaran              | España | Plaza de Lauaxeta                         |
| 10 de septiembre de 2016 | Villaseca de la Sagra   | España | Plaza Mayor                               |
| 16 de septiembre de 2016 | Tacoronte               | España | Plaza del Cristo                          |
| 18 de septiembre de 2016 | Vilasar de Dalt         | España | Parque Acuático Illa Fantasía             |
| 30 de septiembre de 2016 | Hospitalet de Llobregat | España | Recinto ferial La Farga                   |
| 7 de octubre de 2016     | Torre Pacheco           | España | Polideportivo municipal Virgen del Pasico |
| 28 de octubre de 2016    | Perelada                | España | Cotton Club del Casino de Perelada        |
| 29 de octubre de 2016    | Barcelona               | España | Casino de Barcelona                       |
| 5 de noviembre de 2016   | Barcelona               | España | Casino de Barcelona                       |
| 10 de noviembre de 2016  | Mar Mediterráneo        | España | Crucero Rumbo a la Diversión 2016         |
| 12 de noviembre de 2016  | Barcelona               | España | Casino de Barcelona                       |
| 17 de noviembre de 2016  | Murcia                  | España | Auditorio Víctor Villegas                 |
| 19 de noviembre de 2016  | Barcelona               | España | Casino de Barcelona                       |
| 25 de noviembre de 2016  | San Cugat del Vallés    | España | Teatre-Auditori de Sant Cugat             |
| 1 de diciembre de 2016   | Valencia                | España | Auditorio Mar Rojo del Oceanográfico      |
| 3 de diciembre de 2016   | Roquetas de Mar         | España | Teatro auditorio de Roquetas de Mar       |
| 20 de enero de 2017      | La Guardia de Jaén      | España | Pabellón municipal Real Mentesa           |
| 18 de febrero de 2017    | Orense                  | España | Auditorio municipal de Orense             |
| 25 de febrero de 2017    | Bilbao                  | España | Sala BBK                                  |
| 21 de marzo de 2017      | Madrid                  | España | Teatro Nuevo Apolo                        |
| 25 de marzo de 2017      | Palma de Mallorca       | España | Trui Teatre                               |
| 8 de abril de 2017       | Calafell                | España | Sala Discoteca Vip's                      |
| 20 de mayo de 2017       | Villarreal              | España | Plaza del Llaurador                       |
| 3 de junio de 2017       | Badajoz                 | España | Escenario La Alcazaba                     |
| 9 de junio de 2017       | Getafe                  | España | Recinto ferial de Getafe                  |
| 16 de junio de 2017      | Torrejón de Ardoz       | España | Plaza Mayor                               |
| 17 de junio de 2017      | Arroyomolinos           | España | Recinto ferial de Arroyomolinos           |
| 23 de junio de 2017      | Mieres                  | España | Parque Jovellanos                         |
| 21 de julio de 2017      | Villanueva de la Serena | España | Recinto ferial de Villanueva de la Serena |
| 5 de agosto de 2017      | Ibiza                   | España | Parque Reina Sofía                        |
| 15 de agosto de 2017     | Játiva                  | España | Campo de fútbol municipal de La Murta     |
| 19 de agosto de 2017     | San Sebastián           | España | Explanada de Sagüés                       |
| 20 de agosto de 2017     | Torrelavega             | España | Bulevar Luciano Demetrio Herrero          |
| 26 de agosto de 2017     | Villanueva de Ávila     | España | Plaza de España                           |
| 2 de septiembre de 2017  | Sta. Coloma Gramanet    | España | Plaça de la Vila                          |
| 8 de septiembre de 2017  | Béjar                   | España | Recinto ferial de Béjar                   |
| 9 de septiembre de 2017  | Pozuelo de Alarcón      | España | Plaza del Padre Vallet                    |
| 7 de octubre de 2017     | Valladolid              | España | Teatro Zorrilla                           |
| 30 de noviembre de 2017  | San Andrés de la Barca  | España | Teatro Núria Espert                       |